# Picko Troberg
Per-Olof „Picko” Troberg (ur. 1 stycznia 1938 w Sundsvall, zm. 17 kwietnia 2016 w Lidingo) – szwedzki kierowca wyścigowy i rajdowy.

## Życiorys
Ścigał się samochodami sportowymi i turystycznymi w różnych europejskich zawodach, jak Targa Florio czy 1000 km Nürburgring. Wygrał takie zawody w Szwecji, jak Skarpnäck 1964, Knutstorp 1965 (Mini Cooperem), Velodromloppet 1964, Knutstorp 1966 (Focusem Mk.6), Skarpnäck 1966, Dalsland 1966, Karlskoga 1966 (Porsche 906) czy Knutstorp 1967 (McLarenem-Elva Mk II). Rywalizował także samochodami jednomiejscowymi: na Brabhamie BT15 został w 1965 roku mistrzem Szwedzkiej Formuły 3. Okazyjnie jeździł także samochodami rajdowymi: jako kierowca (Rajd Monte Carlo 1965, Rajd Szwecji 1968) i pilot (m.in. ósme miejsce z Simo Lampinenem w Rajdzie Szwecji 1964). W 1967 roku zagrał rolę kierowcy samochodu w filmie Drra på - kul grej på väg till Götet, natomiast w roku 1970 nagrał wraz z Larsem Berghagenem singel „Gimmie Dat Ding”.
Po zakończeniu kariery zawodniczej był menedżerem zespołów wyścigowych (Formuły 3, STCC i historycznych) i kierowców (zarządzał karierą m.in. Rickarda Rydella). Uczestniczył w zawodach historycznych i był głównym organizatorem szwedzkiego cyklu Grand Prix oldtimerów. Ponadto był dilerem samochodowym i współwłaścicielem sklepu typu fish and chip. Zmarł na raka w 2016 roku.